# Saint-Méry
Saint-Méry là một xã ở tỉnh Seine-et-Marne, thuộc vùng Île-de-France ở miền bắc nước Pháp.

## Dân số
Người dân ở Saint-Méry được gọi là Médériciens.
Điều tra dân số năm 1999, xã này có dân số là 366.